# Pappenheim (Adelsgeschlecht)

Stammwappen derer von Pappenheim

Pappenheim ist der Name eines alten fränkisch-schwäbischen Adelsgeschlechts des Hochadels, das seinen Stammsitz im gleichnamigen Ort Pappenheim bzw. auf der Burg Pappenheim an der Altmühl hatte. Das Geschlecht übte von etwa 1100 bis 1806 das Amt des Reichserbmarschalls (Vicemarescallus) in Stellvertretung des Kurfürsten von Sachsen als Erzmarschall des Heiligen Römischen Reiches aus.
Das Geschlecht ist nicht zu verwechseln mit den westfälischen Rabe von Pappenheim.

## Geschichte

### Ursprung
Als Stammvater gilt der Ministeriale Heinrich Haupt (Henricus Caput), ein Gefolgsmann des Kaisers Heinrich V., der im Jahre 1111 erstmals urkundlich erscheint. Möglicherweise war er ein Sohn oder Bruder des beim Kreuzzug von 1101 erwähnten Konrad, Marschall König Heinrichs IV.
Ein Henricus de Pappenheim wird 1138 bis 1147 in Urkunden genannt, 1141 als Marschall. Haupts Nachfolger Heinrich II. nahm unter dem ersten Staufer Konrad III. als Marschall am Zweiten Kreuzzug (1147/49) teil. Heinrich könnte es auch gewesen sein, der mit Kaiser Friedrich I. Barbarossa den Zweiten Italienzug (1158/62) bestritt. Auch am Vierten Italienzug (1166/68) nahm er teil und überstand die Seuchenkatastrophe. Im Amt war er noch von 1168 bis 1173. Marschall Heinrich III. (auch Haupt II. genannt, da er mit dem Beinamen Testa erwähnt wird, * um 1137) war 1174 Berater Barbarossas und wurde unter dessen Sohn, Kaiser Heinrich VI. Marschall und Legat. Er scheiterte zusammen mit dem Kaiser bei der Belagerung Neapels (1191) und starb vermutlich 1191 in Montecassino. Heinrich von Kalden (* vor 1175; † nach 1214), ab 1191 Reichshofmarschall Kaiser Heinrichs VI., war vermutlich ein Sohn von Heinrich III. Testa.
Der Sippenname variiert also zunächst zwischen Caput, Testa (beides lat. für Haupt) oder cum Caputae (mit dem Haupte), was sich auf das Wappensymbol des mit einem Stirnreif gekrönten Imperatorenkopfes bezieht, den die Familie im Siegel führte und der, zum Mohr gewandelt, ihre Helmzier und später auch Stadtwappen von Pappenheim wurde. Die frühen Familienangehörigen wurden immer als Marschall bezeichnet, sie trugen aber auch den Namen Kalendin oder Kalden. Der Familiensitz, die Burg Pappenheim, wurde im Mittelalter „Burg Kalteneck“ genannt.

Wappen der Grafen von Pappenheim als Reichserbmarschälle

Das Reichsmarschallamt, eines der Erbämter des Heiligen Römischen Reichs, besaß die Familie also vermutlich ab etwa 1100, urkundlich mit dem Namen Pappenheim verbunden seit 1141. Ein weiterer Heinrich von Pappenheim nannte sich im Jahre 1263 Marschall von Gottes Gnaden des kaiserlichen Hofes und des Herzogtums Schwaben. Seit 1420 führten die Pappenheimer den Titel Reichserbmarschall.
Die Funktion der Pappenheimer war bei der Kaiserwahl und der Kaiserkrönung von Bedeutung sowie auch bei den Reichstagen, bei denen sie für die Verpflegung der Gesandten zu sorgen hatten. Unterstützt wurden sie dabei vom Reichsquartiermeister und von Juden, die Nahrungsmittel herbeischaffen und zum Tagungsort des Reichstages bringen mussten, der ab 1669. nach Beginn des Immerwährenden Reichstages, immer in Regensburg stattfand. Deshalb wurde es einer wachsenden Anzahl von Juden unter dem Schutz von Pappenheim auch gestattet, einen dauerhaften Aufenthalt in Regensburg zu nehmen. Dafür erhielt Pappenheim von den Juden ein Schutzgeld. Als Pappenheim die Zahl seiner Schutzjuden immer weiter erhöhte, führte das zum Streit mit dem Magistrat der Stadt Regensburg. Der Magistrat bestand nach der im Jahr 1519 betriebenen gewaltsamen Vertreibung aller Juden aus der Stadt auf der Einhaltung des der Stadt vom Kaiser gewährten städtischen Judenprivilegs, das es dem Magistrat erlaubte, keine Juden im Stadtgebiet dulden zu müssen, (privilegium de non recepiendis Judäis). Für dieses städtische Privileg musste die Stadt den Kaiser für jeden vertriebenen Juden finanziell entschädigen, was dann dazu führte, dass der Reichserzmarschall Kurfürst August von Sachsen 1715 die Zahl der in Regensburg ansässigen Judenfamilien auf vier begrenzte. Die Begrenzung blieb ohne große Auswirkung, denn am Beginn des 19. Jahrhunderts lag die Anzahl jüdischer Personen bereits wieder bei 110 Personen, unter ihnen war als Vorstand der kleinen jüdischen Gemeinde der Thurn und Taxissche Hofbankier Philipp Reichenberger, später der erste Bauherr des Dörnbergpalais. Ein eigener jüdischer Friedhof war damals noch nicht gestattet, so dass verstorbene Juden bis nach Fürth oder Pappenheim verbracht werden mussten.
Außerdem wurde den Pappenheimern das Amt eines Reichsforst- und Jägermeisters im Nordgau übertragen. Nachdem sich die Grafen Pappenheim in mehrere Linien geteilt hatten, blieb die Verwaltung des Untermarschallamts seit 1473 immer beim in Pappenheim residierenden Senior. Diese Linie durfte sich (seit 1574) „zu Pappenheim“ nennen, alle anderen nur „von Pappenheim“.
Im Kloster Pappenheim befindet sich eine umfangreiche Grablege der Familie.

### Entwicklung der verschiedenen Linien
Nachdem im 13. Jahrhundert die Linie des Marschalls Heinrich von Kalden sowie die der älteren Biberbacher mit Ulrich von Pappenheim-Rechberg 1231 ausgestorben waren, entstanden noch im gleichen Jahrhundert, von Marschall Heinrich VII. kommend, 1279 die ältere oder Pappenheimer Linie und, von Marschall Hiltprand begründet, die Jüngere, nach dem zweiten Familiensitz Biberbach benannte Linie mit weiteren Abzweigungen.
1444 teilte sich das Geschlecht unter den Erben des Marschalls Haupt II. in die Linien Alesheim, Bad Grönenbach (ausgestorben 1612), Rothenstein (ausgestorben 1639), Treuchtlingen (ausgestorben 1647) und Gräfenthal in Thüringen (ausgestorben 1599).
Der Zusammenhalt trotz religiöser Verschiedenheit wurde durch Familienverträge bewahrt. Herrschaft und Burg Pappenheim wurden gemeinsam regiert und vom jeweiligen Familiensenior verwaltet, vergleichbar mit anderen reichsunmittelbaren Grafen wie den bayerischen Ortenburgern. Somit teilte sich die pappenheimische Herrschaft in Familien-, Linien- und Individualbesitz auf. In der Konfessionsfrage eingebunden zwischen dem protestantischen sächsischen Kurfürsten und dem katholischen Reichsoberhaupt konnten die Pappenheimer nur vorsichtig agieren. Während sich Gräfenthal 1530 den Lutheranern anschloss, besetzten andere Pappenheimer Bischofs- und Domherrnstühle. Erst nach dem Augsburger Religionsfrieden von 1555 führten auch die Herrschaften Rothenstein (1558), Treuchtlingen (1559) und Pappenheim (1562) die Reformation ein. Der Familienzusammenhalt wurde in internen Verträgen von 1534 und 1580 geregelt. Dazu gehörten vor allem Bestimmungen zum Seniorat und zur gemeinsamen Herrschaft sowie zum Prozessbeistand.

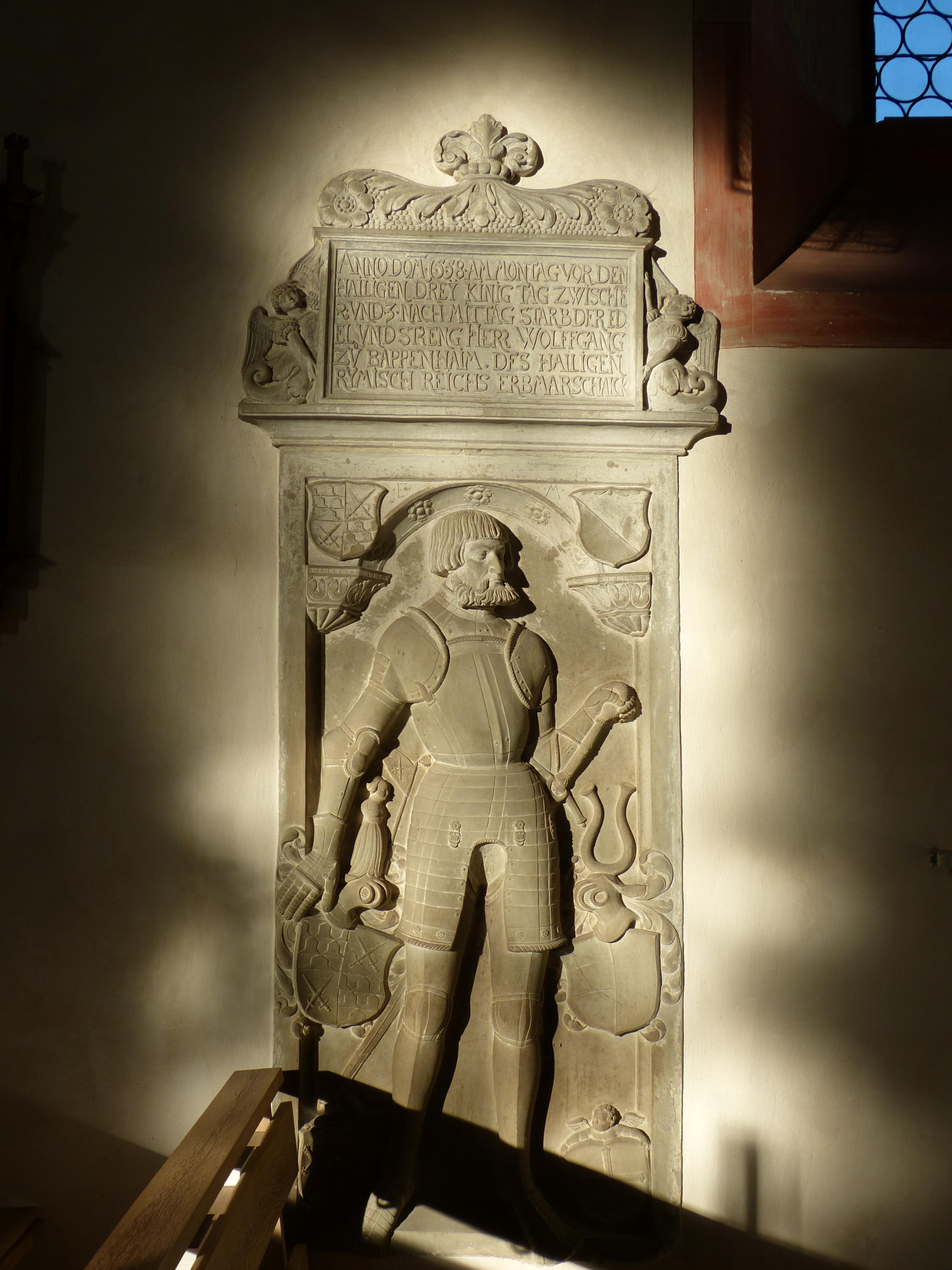
Wolfgang zu Pappenheim (1539–1558)
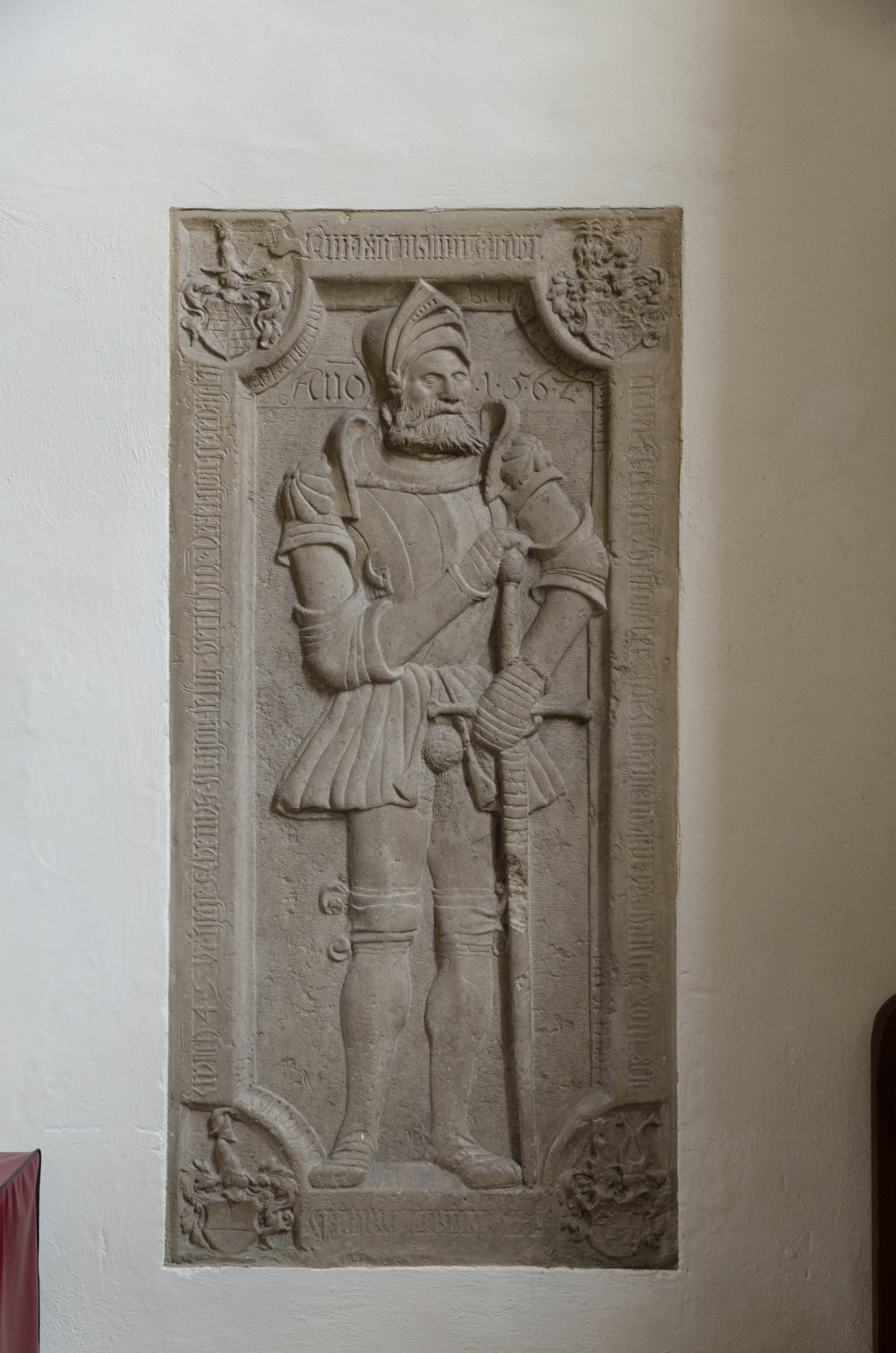
Christoph zu Pappenheim (1558–1562)
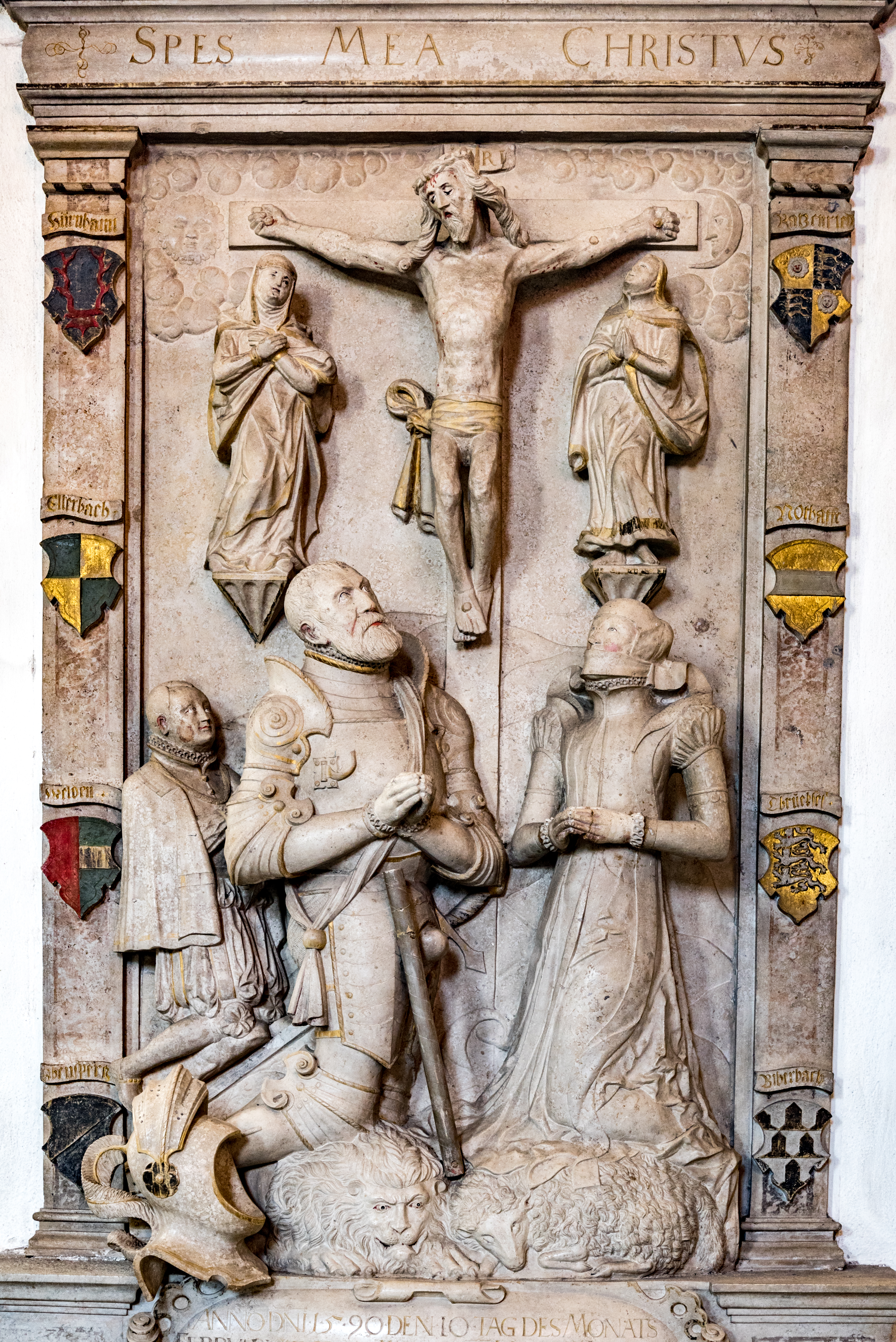
Heinrich zu Pappenheim (1562–1590)
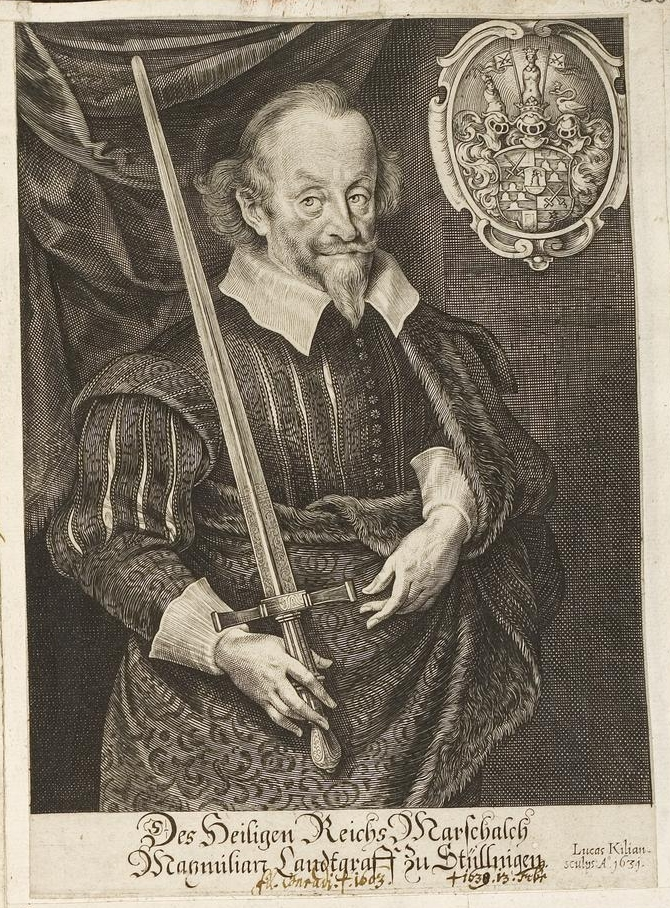
Maximilian zu Pappenheim (1635–1639)
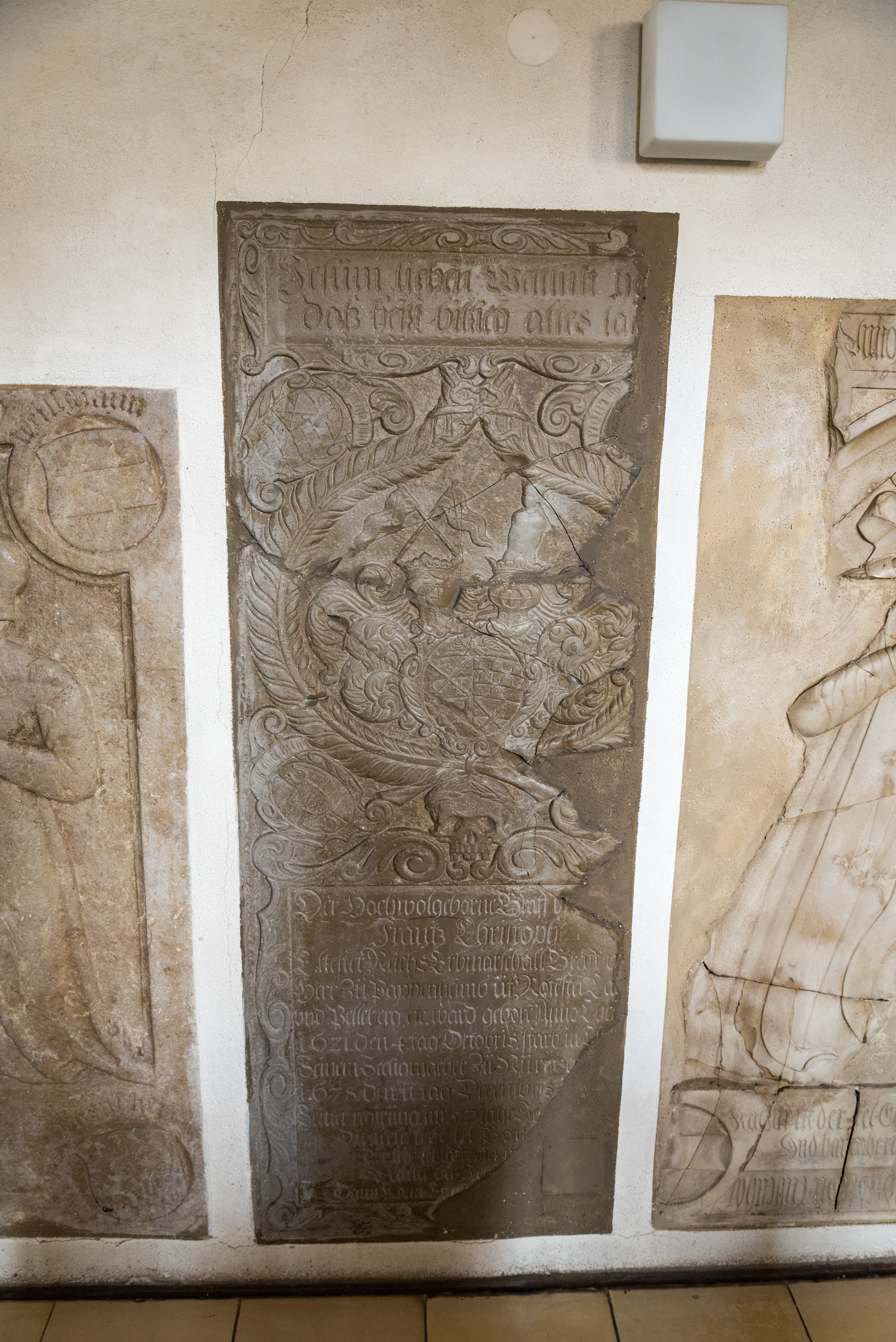
Franz Christoph zu Pappenheim (1671–1678)

#### Pappenheim

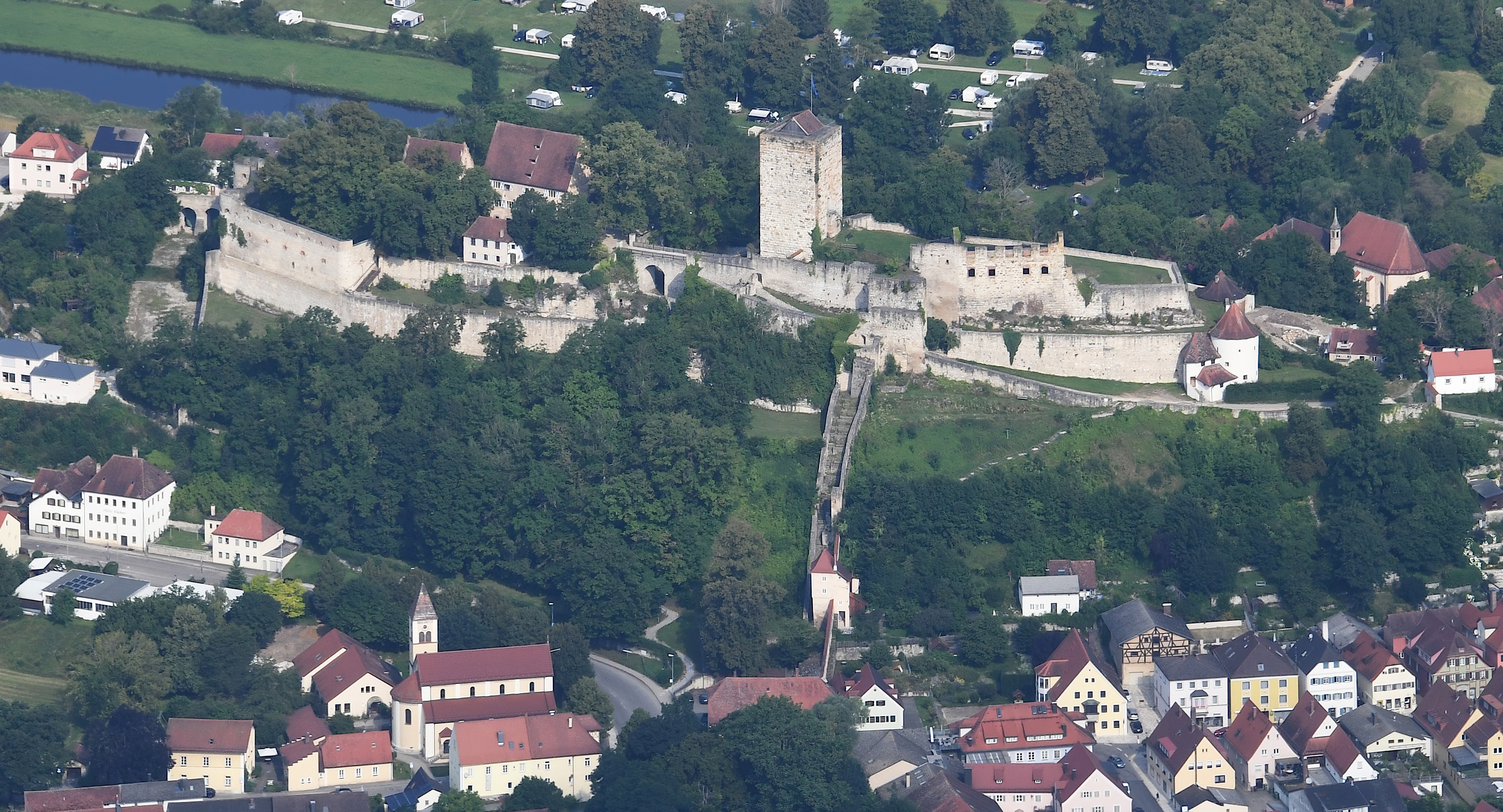
Burg Pappenheim, der Stammsitz der Familie

Die staufische Burg Pappenheim in Pappenheim an der Altmühl wurde im Jahr 1175 fertiggestellt, wie das Weihedatum der Burgkapelle verrät. Erbaut wurde diese Anlage vermutlich als kaiserliche Burg, die als Lehen, später als Allod, dem Reichs-Ministerialengeschlecht der Calatine überlassen wurde, die sich nun Marschälle von Pappenheim nannten. Pappenheim wurde als Residenzstadt regionaler Mittelpunkt der Herrschaft; die Reichserbmarschälle besaßen Privilegien wie Halsgericht und Judenregal. Im Dreißigjährigen Krieg musste die Burg 1634 nach kurzer Belagerung den Schweden übergeben werden. Im Spanischen Erbfolgekrieg wurde sie 1705 von französischen Truppen eingenommen und beschädigt. Danach zerfiel sie zusehends und wurde Anfang des 19. Jahrhunderts in eine romantische Ruine umgewandelt, die dem Zeitgeschmack entsprach. Schon 1593 war Wolf Christoph zu Pappenheim von der Burg in das Alte Schloss Pappenheim umgezogen, das durch Erweiterung eines älteren Baues in der Stadt entstanden war. Es blieb die Residenz der Marschälle von Pappenheim bis zum Bau des Neuen Schlosses um 1820, das der Architekt Leo von Klenze im klassizistischen Stil gestaltete. Dieses ist bis heute Wohnsitz von Nachfahren in weiblicher Linie der Grafen von Pappenheim.

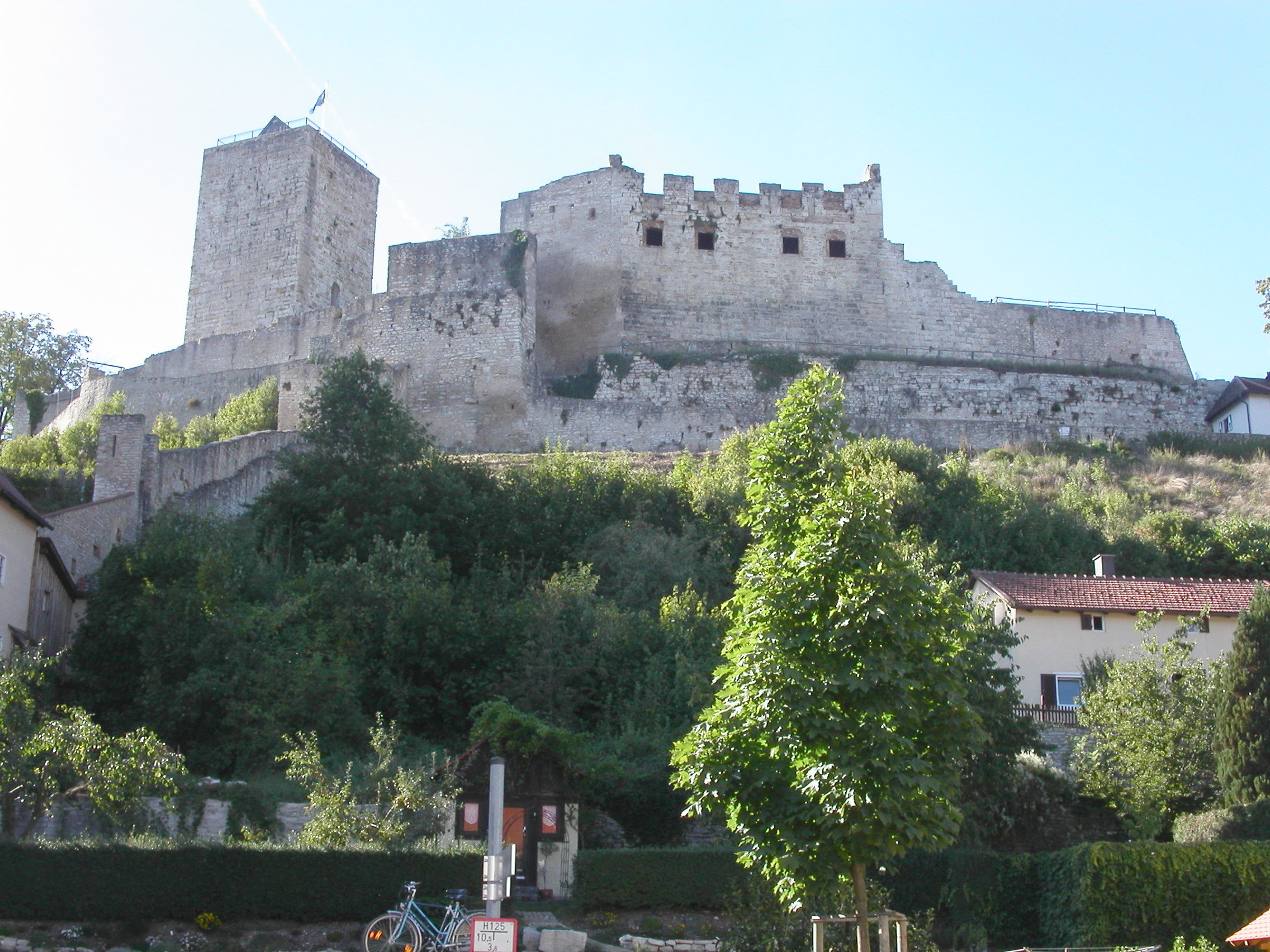
Burg Pappenheim
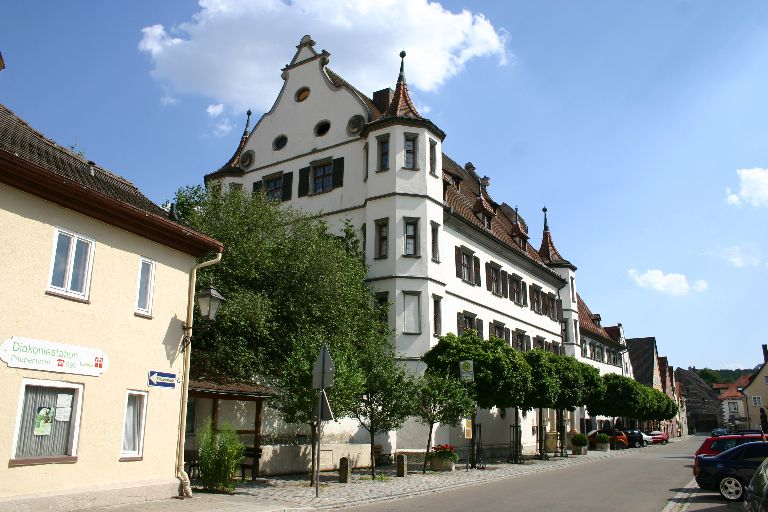
Altes Schloss (Pappenheim)
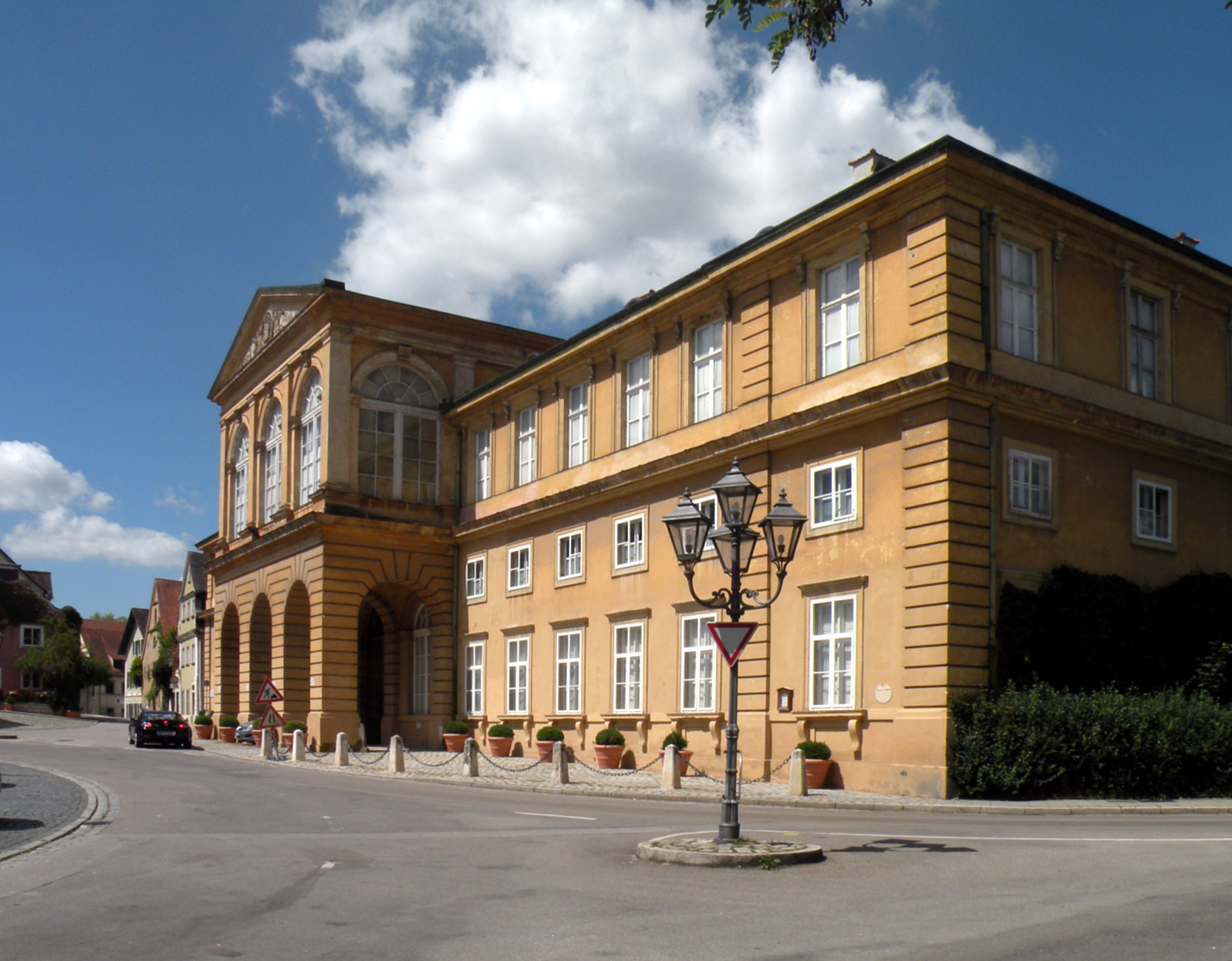
Neues Schloss (Pappenheim)

Nach dem Erwerb der reichsunmittelbaren Herrschaft Pappenheim Anfang des 12. Jahrhunderts erhielten Angehörige der Familie weitere Besitzungen und Güter.

#### Biberbach
Die Orte Biberbach und Markt werden bereits im Jahre 1214 im Pappenheimer Urbar erwähnt. Auch die mit den Pappenheimern verwandten Marschälle von Rechberg (Hildebrand, Sohn Ulrich I. von Rechberg heiratete Anna von Pappenheim) hatten in Biberbach und in der Umgebung Besitz, der durch Erbfolge später an die Pappenheimer fiel. Im Jahre 1279 teilten die Brüder Heinrich und Hiltbrand von Pappenheim den Besitz so, dass der jüngere Hiltbrand den gesamten Besitz südlich der Donau, somit auch Biberbach, erhielt. Nach 1300 nannten sich die Nachfahren nur noch selten „von Pappenheim“, sondern meist „Marschälle von Biberbach“. Ein Nachkomme Hiltbrands verkaufte die Herrschaft Biberbach, mit den Orten Biberbach, Markt, Eisenbrechtshofen, Prettelshofen, Langenreichen und Feigenhofen am 16. Juni 1514 für 32.000 Gulden an Jakob Fugger.

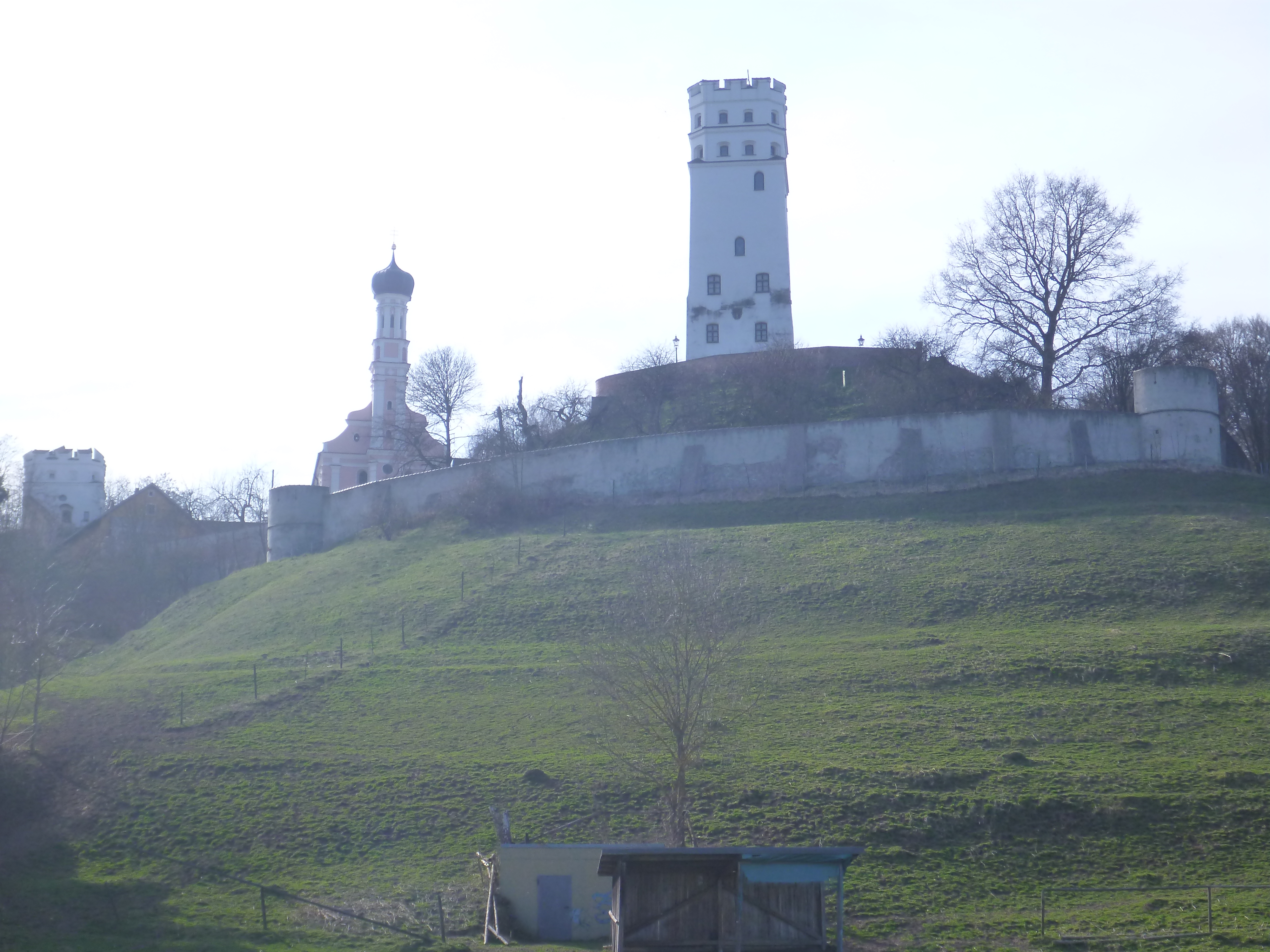
Burg Markt bei Markt

#### Treuchtlingen
Den Ort Treuchtlingen kaufte Georg zu Pappenheim 1447/53 von den Seckendorffern zurück. Treuchtlingen blieb danach Lehen der Markgrafen von Ansbach aus dem Haus Hohenzollern, die damit entscheidenden Einfluss auf die Konfession hatten. Zeitweise war es an den Deutschen Orden in Ellingen verpfändet. Ursprünglicher Herrschaftssitz war die Burg Treuchtlingen, doch existierte auch bereits das Stadtschloss Treuchtlingen, das Veit zu Pappenheim 1575 umbauen ließ. Am 29. Mai 1594 wurde dort sein berühmter Sohn Gottfried Heinrich geboren. Reichserbmarschall Veit zu Pappenheim (1535–1600) war seit 1555 protestantisch (bereits sein Vater hatte 1521 Martin Luther zum Verhör nach Worms geleitet) und verlor deshalb die bayerische Hofmark Schwindegg, die er 1591 an Ritter Sebastian von Haunsperg veräußern musste. Nach dem Tod des Feldmarschalls Gottfried Heinrich Graf zu Pappenheim, in der Schlacht bei Lützen 1632 und Tod seines Sohnes in einem Duell mit Martin Maximilian von der Goltz führte 1647 zum Erlöschen der Treuchtlinger Linie, Treuchtlingen fiel den Markgrafen von Ansbach zu.

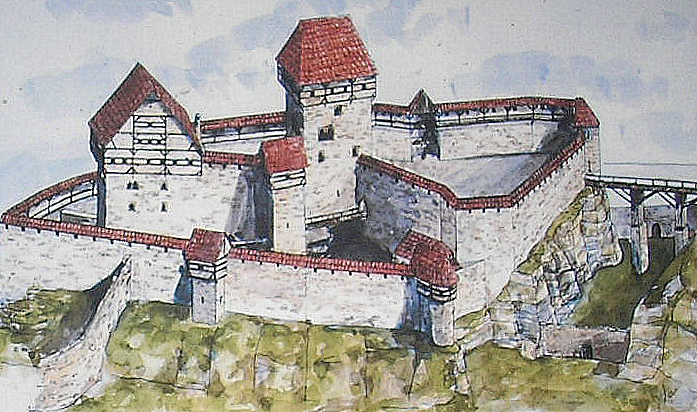
Burg Treuchtlingen um 1420
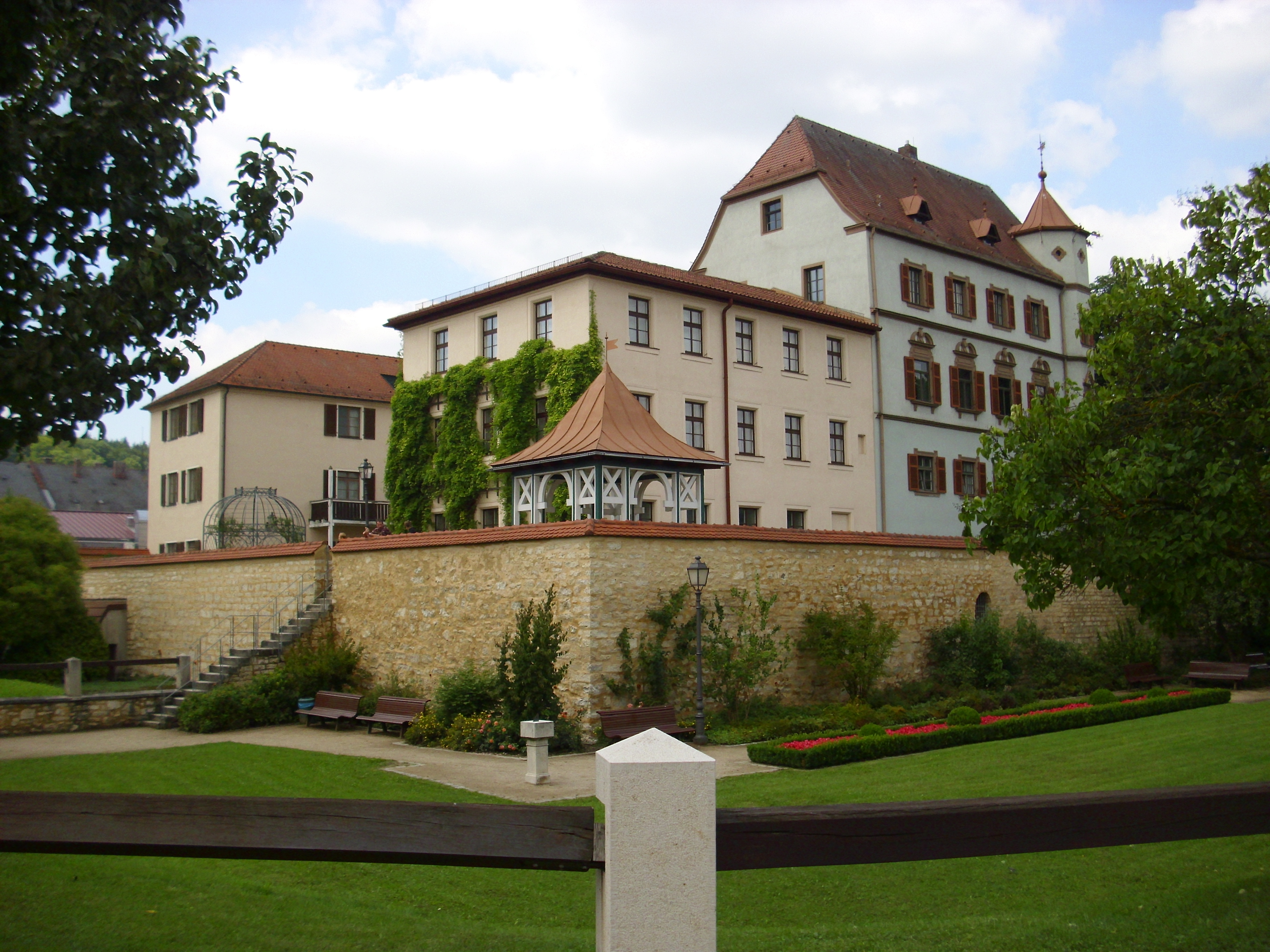
Stadtschloss Treuchtlingen

#### Rothenstein
Nach dem Tod Ludwig von Rothensteins gelangten 1482 die Burg Rothenstein und das Hohe Schloss Grönenbach in den Besitz derer von Pappenheim. Auf der Burg Rothenstein lebte auch Philipp von Pappenheim, der ab 1559 nahe der Burg die ersten calvinistischen Predigten in Grönenbach halten ließ. Während des Bauernkrieges 1525 wurde Burg Rothenstein von aufständischen Bauern eingenommen. Marschall Wolfgang von Pappenheim und die Witwe des Marschalls Alexander von Pappenheim, mussten von der Burg Rothenstein während der Besetzung nach Kempten fliehen. 1612/13 ging das Hohe Schloss Grönenbach durch Erbschaft an die Fugger von Kirchberg-Weißenhorn. Während des Dreißigjährigen Krieges wurde 1632 auch die Burg Rothenstein geplündert. Im Jahr 1646 war die Burg Hauptquartier des schwedischen Feldmarschalls Carl Gustav Wrangel. 1692 verkaufte Graf Philipp Gustav zu Pappenheim die Burg für 65.000 Gulden an das Fürststift Kempten.

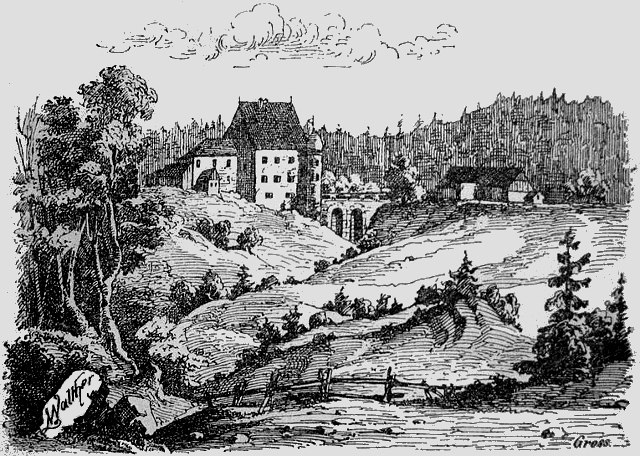
Burg Rothenstein
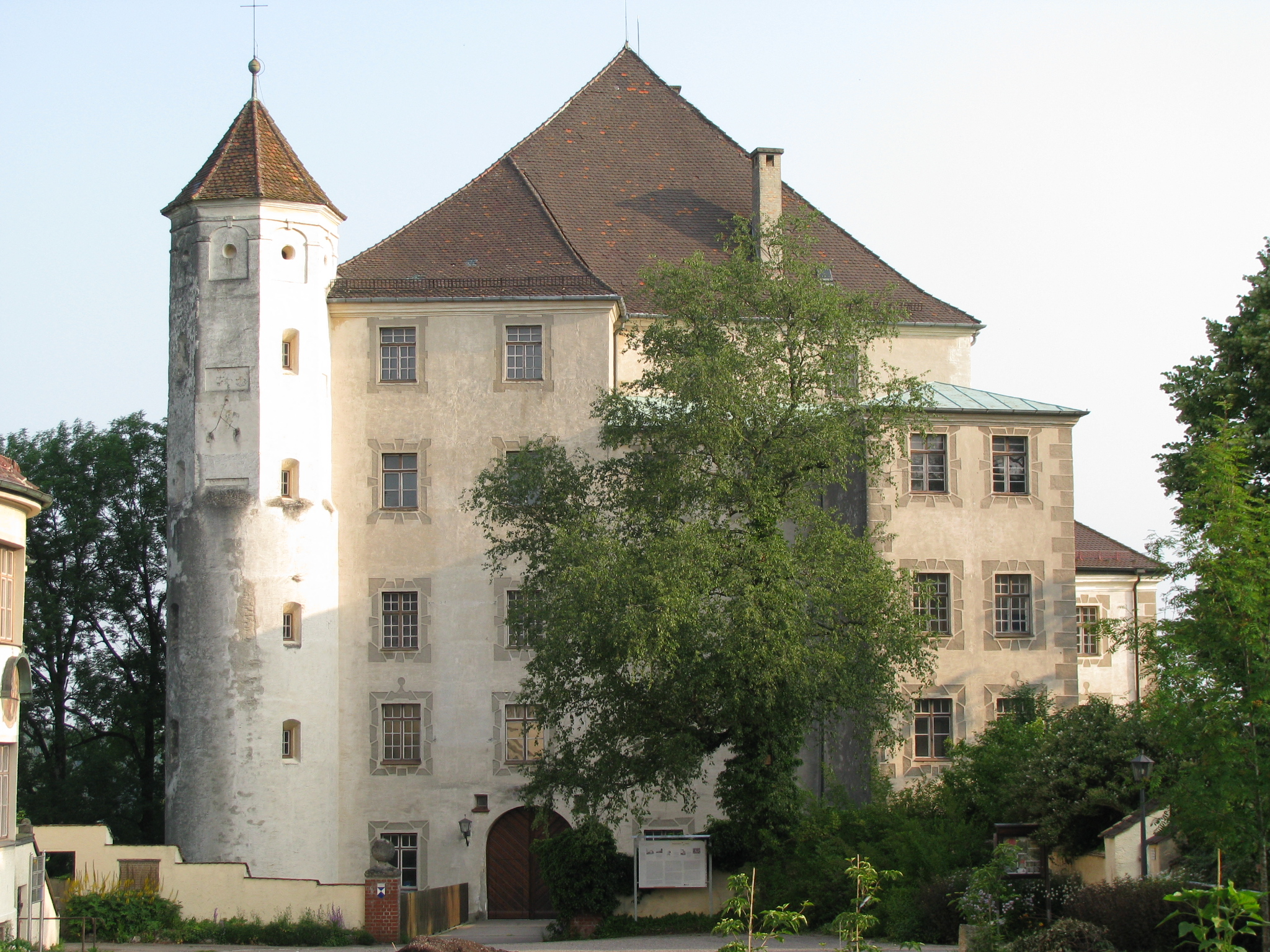
Hohes Schloss (Bad Grönenbach)

#### Landgrafschaft Stühlingen
Die Landgrafschaft Stühlingen kam nach dem Tod des Grafen Heinrich VI., des letzten der Herren von Lupfen, 1582 an Maximilian von Pappenheim. Der Reichserbmarschall Conrad von Pappenheim erwarb bereits 1583 um 80.000 Gulden die Herrschaft und Rechte zum Mannlehen, die Grafschaft Stühlingen und die alte, seit den Schweizerkriegen baufällige Burg. Die eigentliche Belehnung erfolgte erst nach Abwicklung aller Streitigkeiten im Jahr 1603. Conrad starb noch im August 1603. Nachfolger wurde sein Sohn Maximilian. Dieser ließ von 1620 bis 1623 die alte Burg abreißen und baute in schlichter Form das heutige Schloss Hohenlupfen neu auf. Sein einziger Sohn, Erbmarschall Heinrich Ludwig, fiel als schwedischer Oberst bei der Belagerung des Hohenstoffeln im Juni 1633. Durch Heirat der Tochter Maximiliane mit Graf Friedrich Rudolf von Fürstenberg 1631 fiel die Landgrafschaft an das Haus Fürstenberg.

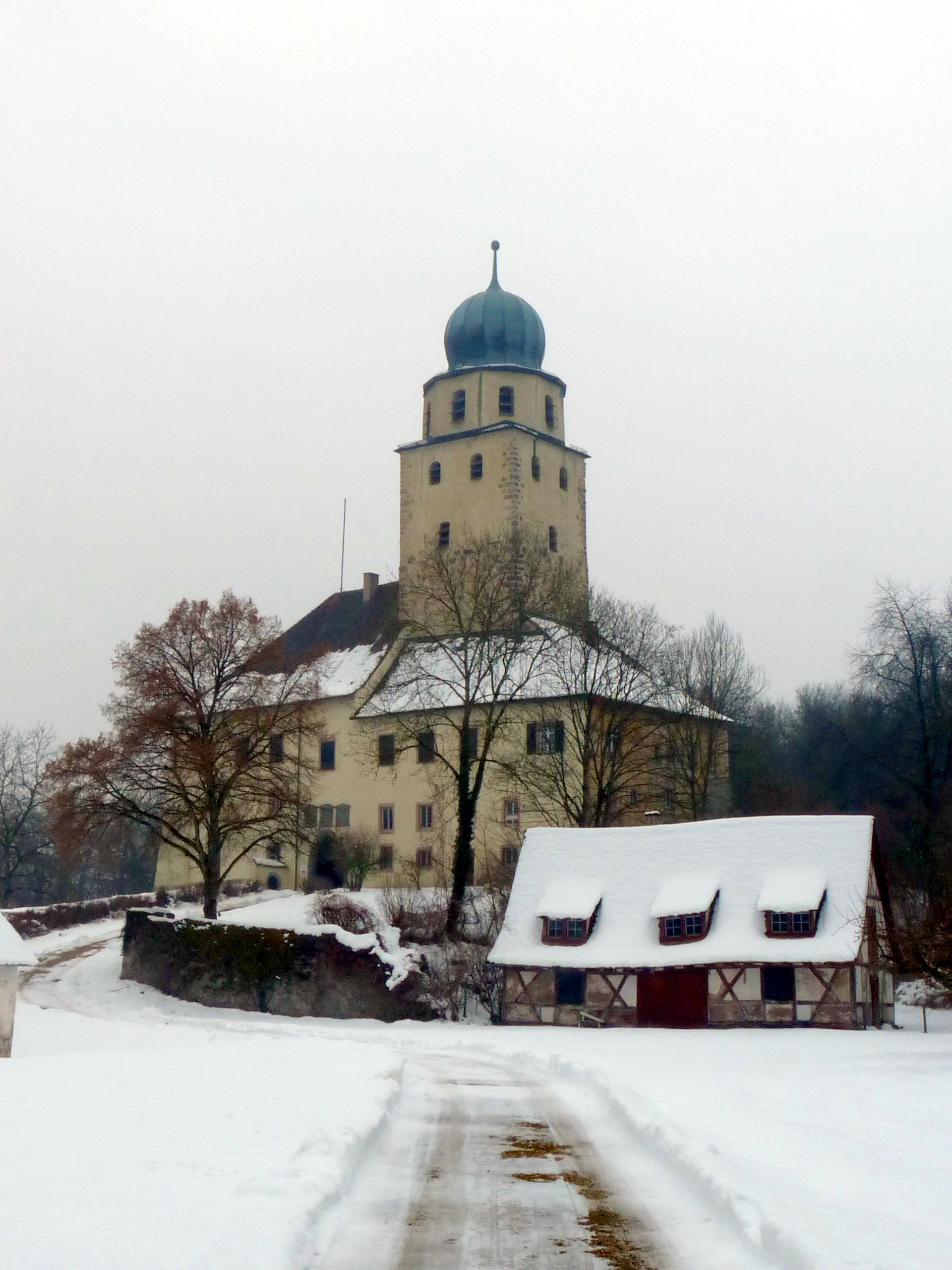
Schloss Hohenlupfen

#### Gräfenthal (Thüringen)
Herzog Wilhelm III. von Sachsen verkaufte Schloss Wespenstein in Gräfenthal mit allen zugehörigen Orten und Rechten 1438 ohne Aufgabe der Lehenshoheit an die Pappenheimer. Der Begründer der Gräfenthaler Linie war Conrad von Pappenheim. Sebastian von Pappenheim, verheiratet mit Ursula von Wallenrod, baute die Residenz von 1517 bis 1541 großzügig aus. In dem nun stattlichen Schloss empfing er 1530 Martin Luther und den sächsischen Kurfürsten Johann den Beständigen sowie im Jahr 1547 Kaiser Karl V. und Herzog Alba. Joachim von Pappenheim verstarb dort 1575, seine Grabplatte ist in der Stadtkirche St. Marien erhalten. Am 11. Dezember 1599 verstarb dort der letzte Angehörige der Gräfenthaler Erblinie, Reichsmarschall Christoph Ulrich von Pappenheim. Ab dem Jahre 1612 hatte Philipp von Pappenheim aus der Rothensteiner Linie zusammen mit seinem Neffen Maximilian die Herrschaft Gräfenthal inne. Mit Philipps Tode 1619 fiel sie komplett an Maximilian von Pappenheim. Dieser verkaufte die Herrschaft schuldenhalber 1621 für 130.000 Gulden an das Haus Wettin.

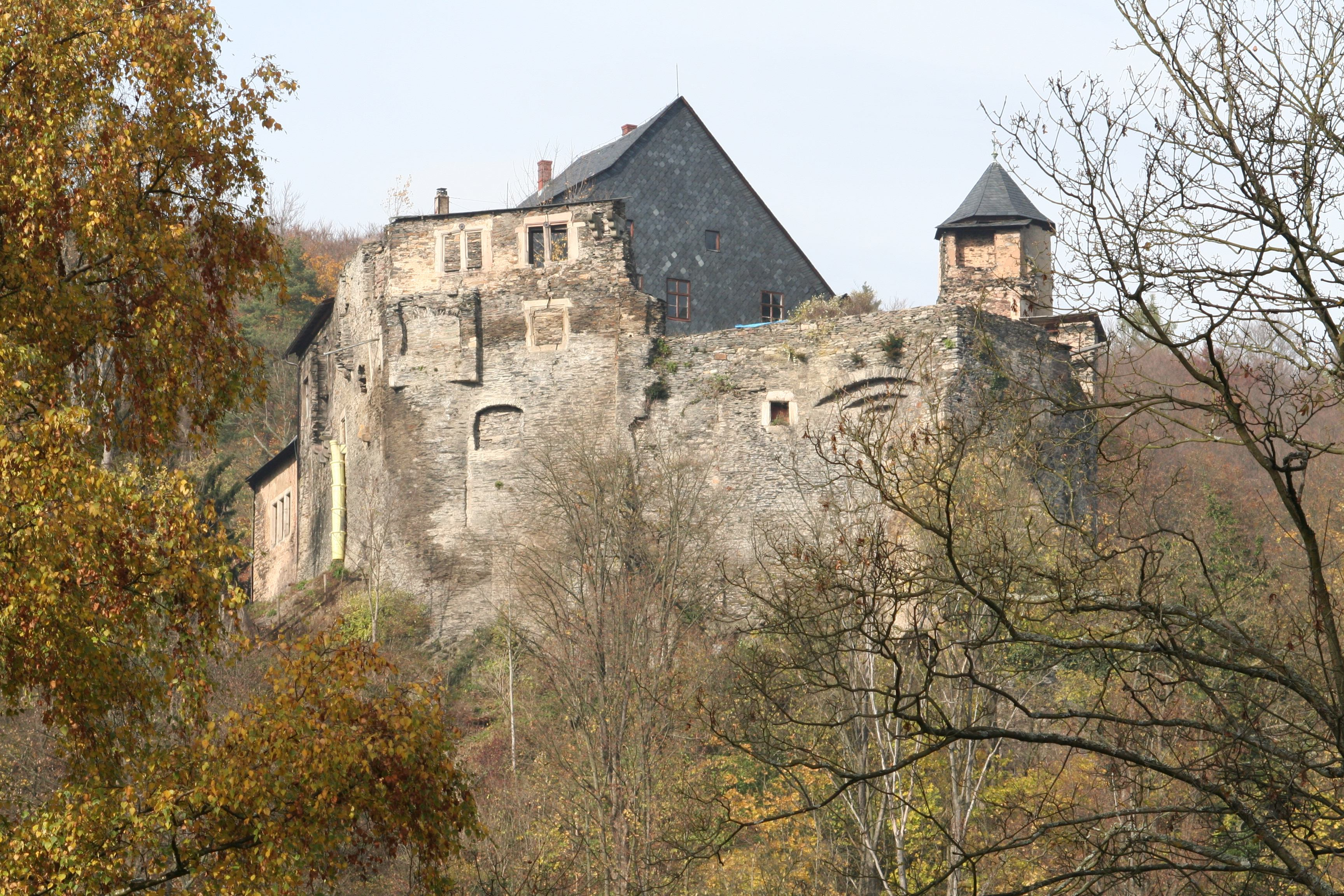
Schloss Wespenstein in Gräfenthal

## Vertreter und Standeserhöhungen

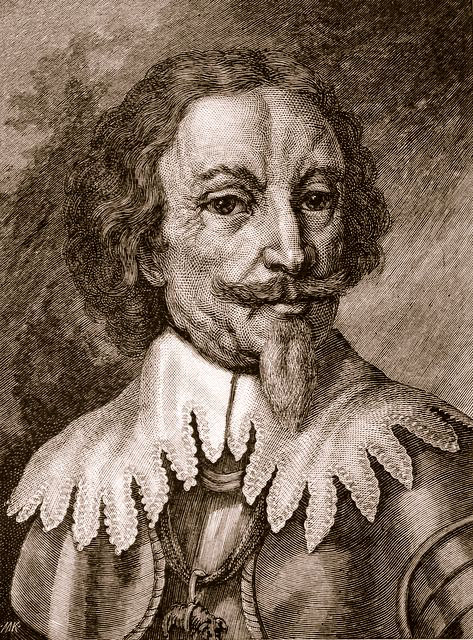
Gottfried Heinrich zu Pappenheim (1594–1632), General im Dreißigjährigen Krieg

Wegen des Besitzes bzw. Teilbesitzes der Güter Stühlingen, Hohenreichen und Wertingen waren die Herren von Pappenheim im 17. Jahrhundert Mitglieder der Reichsritterschaft in den Ritterkantonen Altmühl und Steigerwald des Fränkischen Ritterkreises. Wegen des Besitzes und Teilbesitzes vom Ramsberg und Wildenstein waren sie auch ab Mitte des 16. Jahrhunderts bis 1805 im Ritterkanton Kocher des Schwäbischen Ritterkreises immatrikuliert.
1628 erhielten sie die Reichsstandschaft als Reichsgrafen in der schwäbischen Grafenbank. Die reichsunmittelbare Grafschaft Pappenheim an der Altmühl fiel 1806 durch Mediatisierung an das Königreich Bayern. 1815 erhielt das Geschlecht als Entschädigung für den Verlust des Reichserbmarschallsamts Anspruch auf Einräumung eines Herrschaftsbezirks im Saardepartement (an der Nahe), worauf die Familie jedoch kurz darauf gegen eine Geldentschädigung seitens des preußischen Staates verzichtete.
Aus der Linie der Pappenheimer in Treuchtlingen stammt der bedeutendste Pappenheimer Gottfried Heinrich zu Pappenheim. Auf ihn geht die bekannte, ursprünglich positiv gemeinte Redewendung: „Daran erkenn’ ich meine Pappenheimer“ zurück. Er und sein Vetter Wolfgang Philipp erhielten von Kaiser Ferdinand II. am 19. Mai 1628 zu Prag die Reichsgrafenwürde, die von Kaiser Karl VI. im Jahre 1740 und Kaiser Karl VII. 1742 dem Marschall Friedrich Ferdinand von Pappenheim bestätigt wurde.
1524 erfolgte eine Aufnahme in die Tiroler Adelsmatrikel. Im Königreich Bayern wurde durch ein Reskript im Jahre 1825 anerkannt, dass die Grafen von Pappenheim zum hohen Adel gehörten. Das Prädikat „Erlaucht“ wurde 1831 durch besondere Verleihung in der Primogenitur für Carl Graf und Herr zu Pappenheim, bayerischer Generalleutnant und Generaladjutant des Königs, eingeräumt. Eine österreichische Anerkennung erfolgte am 22. Februar 1847 zu Wien und eine bayerische Ausdehnung auf alle Mitglieder der Familie am 7. März 1911.
Im Laufe der Zeit starben die meisten Linien der Pappenheimer aus. Die Linie des Gottfried Heinrich zu Pappenheim starb 1647 mit seinem Sohn aus erster Ehe, Wolf Adam, aus. Heute existiert noch die Alesheimer Linie.
Karl Theodor Graf zu Pappenheim, der Schwiegersohn des preußischen Staatskanzlers Karl August von Hardenberg, war vom 1. Dezember 1821 bis September 1823 beteiligt an der Lösung der Probleme vor der Eheschließung von Elisabeth von Bayern, der katholischen Tochter des bayerischen Königs Maximilian I. Joseph, mit dem protestantischen preußischen Kronprinzen Friedrich Wilhelm.

## Nachkommen

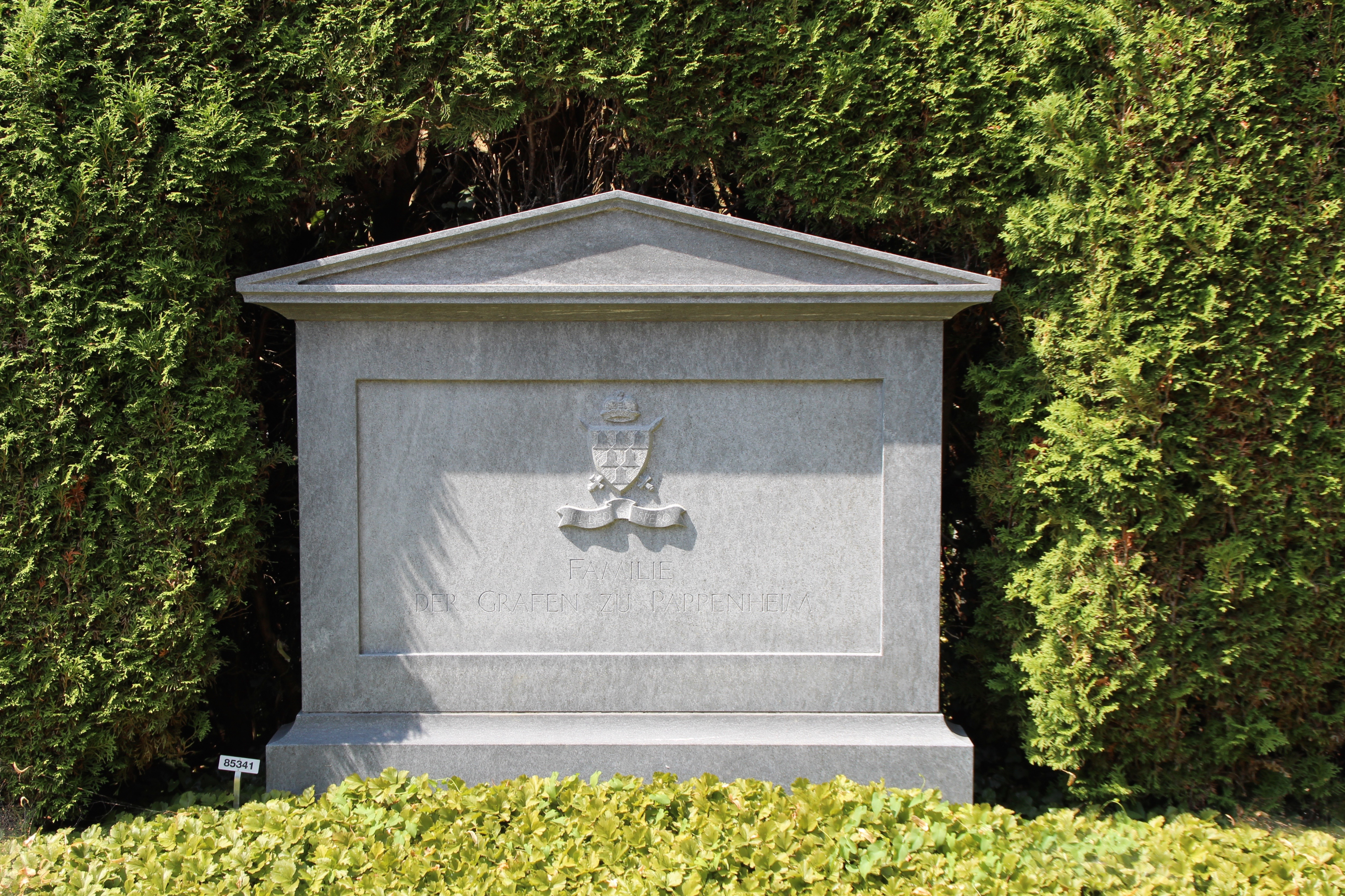
Pappenheimer-Grab auf dem Friedhof Rehalp in Zürich

Die Nachkommen dieser Familie tragen bis heute den Namen Grafen zu Pappenheim und sind in Bayern, der Schweiz und Österreich heimisch. Der Besitz des Stammsitzes Pappenheim ging nach dem Tod des Familienoberhauptes Ludwig Graf zu Pappenheim, mit dem die Hauptlinie 1960 im Mannesstamm erloschen ist, im Erbweg an dessen Tochter Ursula Gräfin zu Pappenheim (1926–2018). Aus ihrer Ehe mit Gert Graf von der Recke von Volmerstein (1921–1991) ging eine Tochter Iniga (* 1952) hervor, die mit Albrecht Graf von Egloffstein (* 1946) verheiratet ist. Egloffstein ist inzwischen der Geschäftsführer der Gräflich Pappenheim’schen Güterverwaltung.
Die letzte Namensträgerin im Hauptstamm war die am 12. Oktober 1924 geborene Beatrix Gräfin zu Pappenheim Freifrau von Süsskind, die seit 1952 auf Schloss Dennenlohe in Mittelfranken lebte und am 15. Februar 2021 verstarb.
Bis heute gibt es noch zwei jüngere Linien: die auf den Grafen Alexander (1819–1890) zurückgehende, bis 1945 in Iszkaszentgyörgy (Ungarn) ansässige katholische II. Linie und die auf Graf Maximilian (1824–1906) zurückgehende, bis 1968 in Gundelsheim ansässige, evangelische III. Linie.

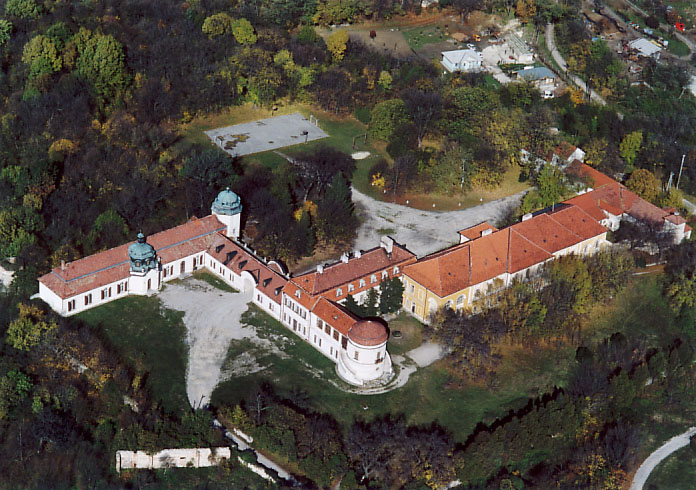
Schloss Iszkaszentgyörgy (Ungarn)

## Wappen
Das Stammwappen zeigt drei Reihen blau-silberner Eisenhüte (Pelzwerk oder Eisenhutfeh), auf dem Helm der Rumpf einer goldbekrönten und goldbekleideten Mohrin mit zwei goldenen Zöpfen. Die Helmdecken sind blau-silbern.
Im Laufe der Zeit gelangten Wappenbesserungen an die Familie. Bei Siebmacher ist das Wappen geviert, 1 und 4 von Schwarz und Silber geteilt, mit gekreuzten roten Schwertern (Wappen des Erbmarschalls), 2 und 3 das Stammwappen. Auf dem rechten Helm mit schwarz-silbernen Helmdecken, zwei wie in Feld 1 und 4 beschriebene gekreuzte Fahnen, links der Stammhelm.

### Historische Wappenbilder

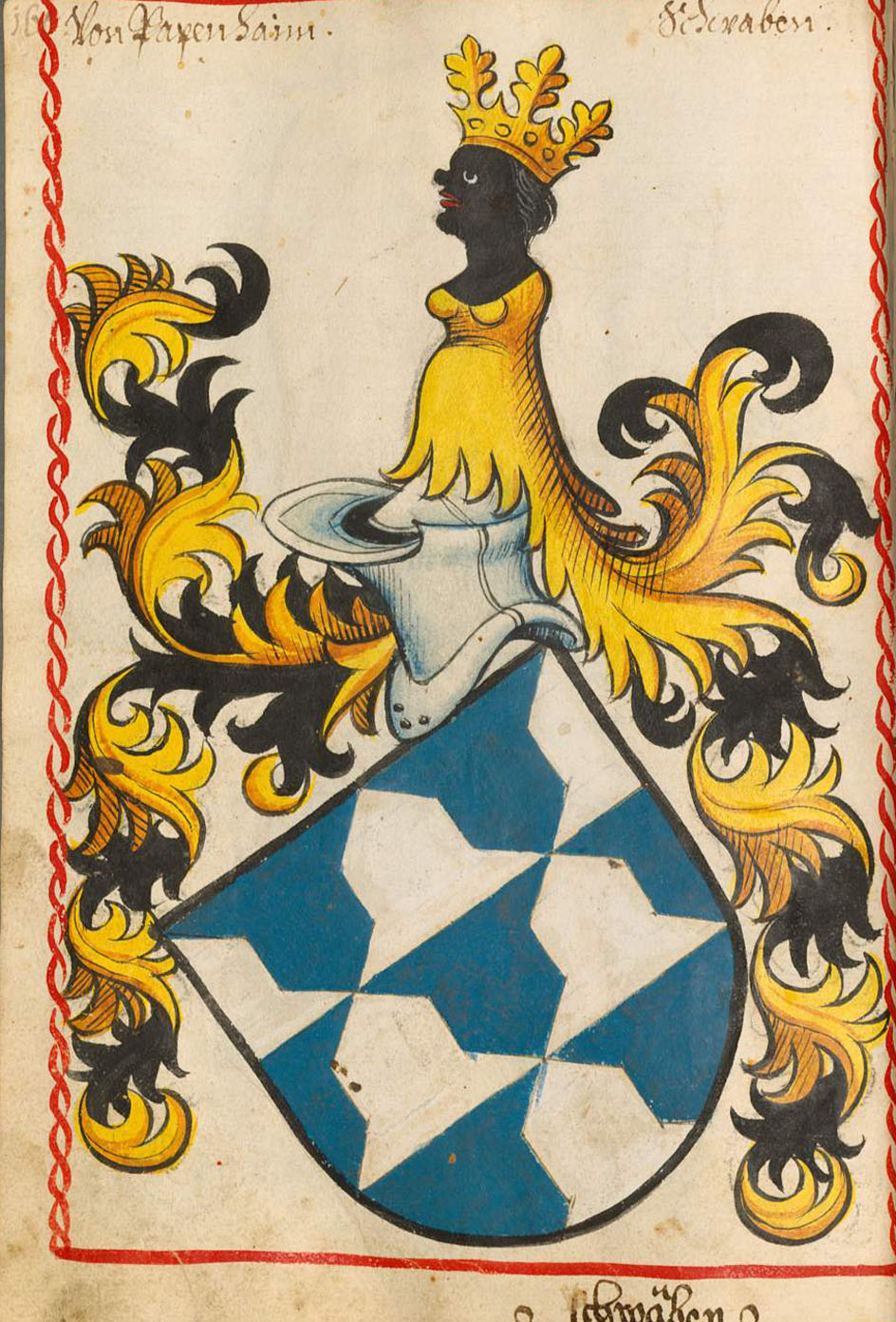
Wappen des Geschlechts Pappenheim aus dem Scheiblerschen Wappenbuch
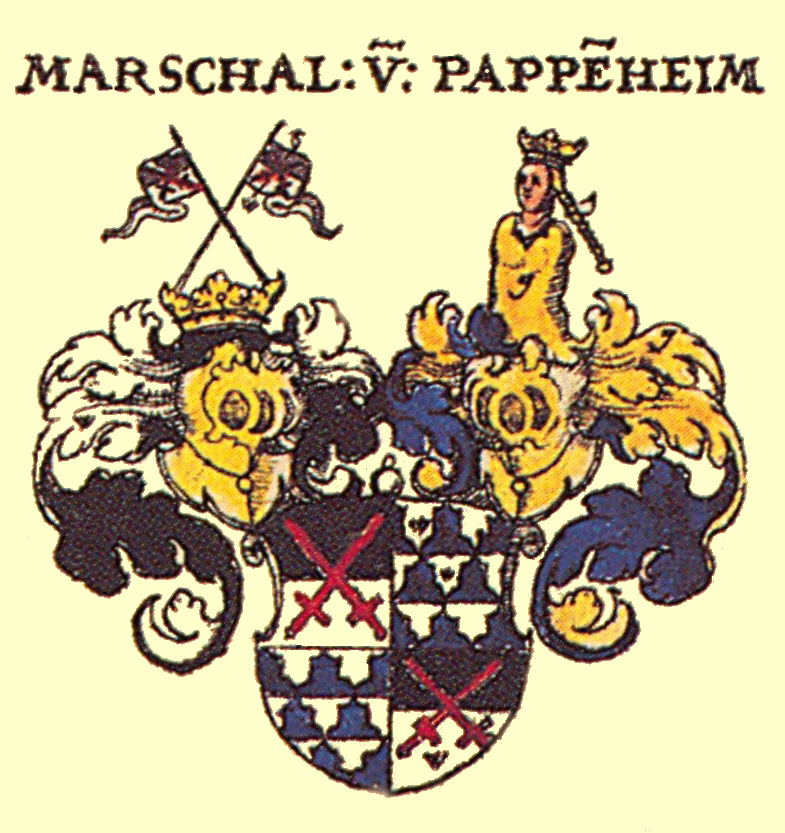
Wappen eines Marschalls von Pappenheim aus Siebmachers Wappenbuch
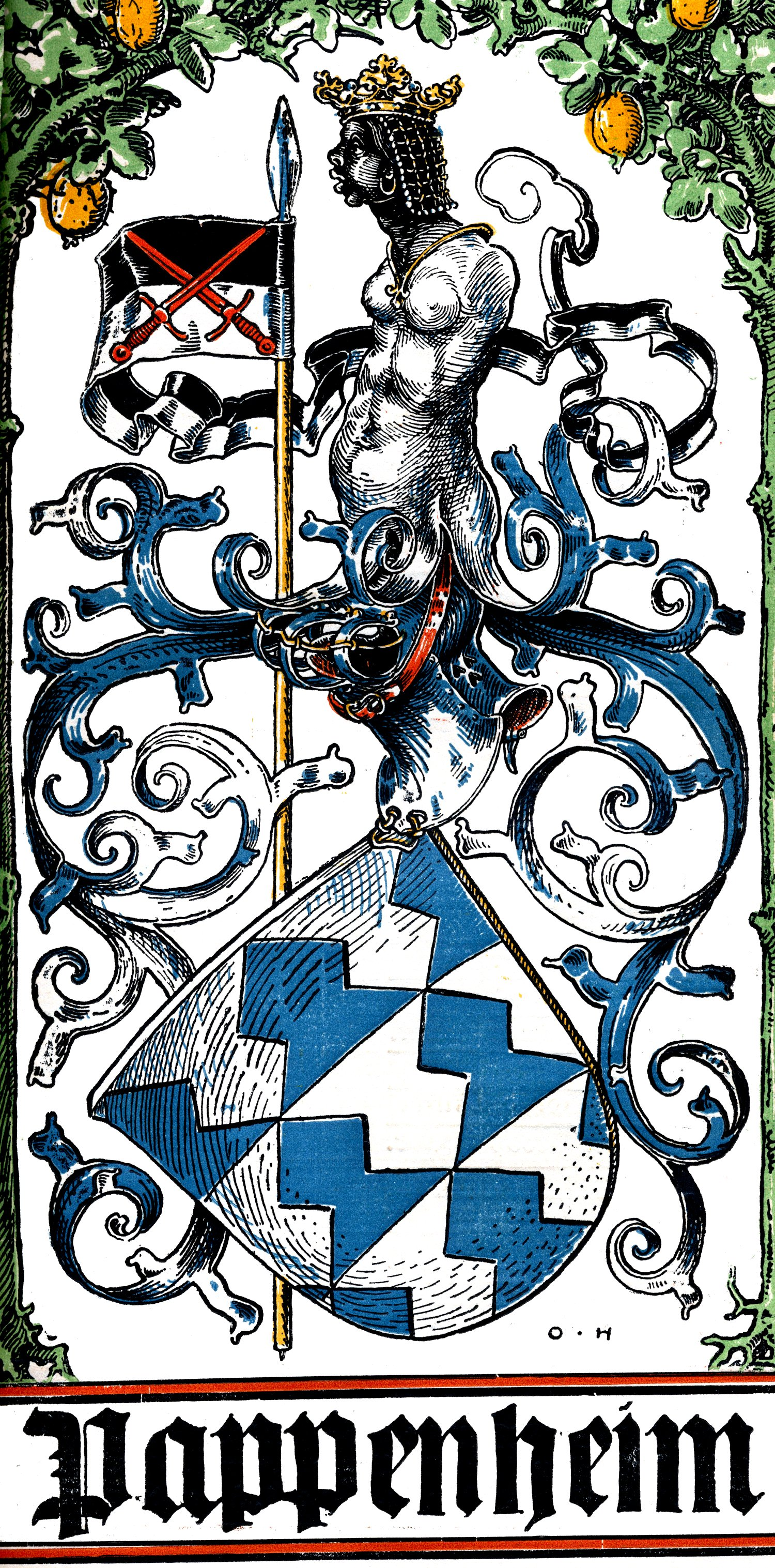
Wappengrafik von Otto Hupp im Münchener Kalender von 1904

### Ortswappen mit Pappenheimer Elementen
Der Eisenhutfeh ist noch heute in zahlreichen bayerischen Wappen zu sehen. Die Pappenheimer Mohrin aus dem Stadtwappen von Pappenheim übernahm die Familie als Helmzier.

Wappen der Stadt Pappenheim
Wappen des Landkreises Weißenburg-Gunzenhausen
Wappen der Stadt Treuchtlingen
Wappen der Gemeinde Allmannshofen
Wappen der Gemeinde Winterbach
Wappen der Gemeinde Mertingen
Wappen der Gemeinde Alesheim
Wappen von Markt Berolzheim
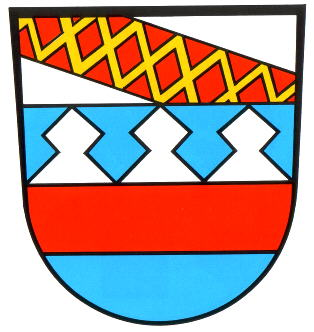
Wappen der Gemeinde Lachen (Schwaben)
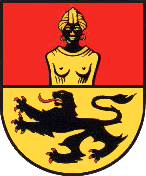
Wappen der Stadt Gräfenthal

## Persönlichkeiten (chronologisch)

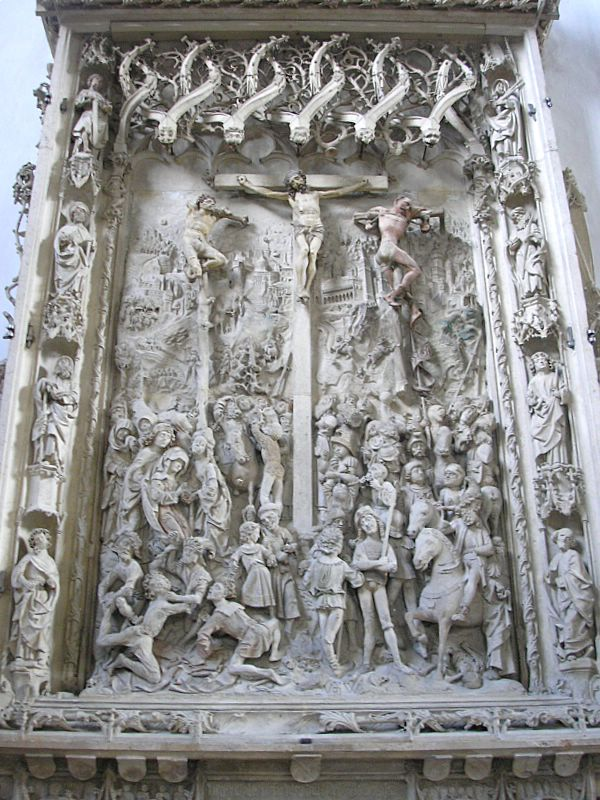
Der Pappenheimer-Altar (um 1495) im Dom zu Eichstätt, er ist eine Stiftung des Kanonikers Kaspar Marschalk von Pappenheim

- Haupt II. von Pappenheim (1380–1438), Reichserbmarschall
- Heinrich XI. von Pappenheim (1400–1482), Begründer der Allgäuer und Stühlinger Linie
- Conrad III. von Pappenheim (* vor 1420; † 1482), Begründer der Linie Gräfenthal
- Georg I. von Pappenheim (1430–1485), Begründer der Treuchtlinger Linie
- Sigmund von Pappenheim (* vor 1440; † 1496), Begründer der Alezheimer Linie
- Heinrich XII. von Pappenheim († 1511), Land- und Stadtvogt von Augsburg
- Caspar von Pappenheim († 1511), Domherr zu Eichstätt, Altarstifter des Pappenheimer-Altars (um 1495) im Dom zu Eichstätt
- Wilhelm I. von Pappenheim († 1508), kaiserlicher Rat
- Alexander I. von Pappenheim (1435–1511), Begründer der Linie Pappenheim-Grönenbach
- Matthäus von Pappenheim (Linie Biberbach) (1458–1541), Kanoniker am Augsburger Dom, Humanist, Chronist und Genealoge
- Sebastian von Pappenheim (* vor 1472; † 1536), sächsischer Rat und Inhaber des Seniorats des Reichserbmarschallamtes ab 1529
- Joachim von Pappenheim (1490–1536), Erbauer der Burg Neu-Kalden bei Altusried
- Christoph Marschall von Pappenheim (1492–1539), Fürstbischof von Eichstätt (1535–1539)
- Georg III. von Pappenheim (* um 1500; † 1563), Bischof von Regensburg (1548–1563)
- Wolfgang von Pappenheim (* vor 1509; † 1558), kaiserlicher Rat
- Heinrich Burghard I. von Pappenheim (vor 1510–1547), Landvogt des Fürststifts Kempten
- Heinrich XIII. von Pappenheim (vor 1530–1590), österreichischer und bayerischer Rat
- Alexander II. von Pappenheim (1530–1612), deutscher Reichserbmarschall und kaiserlicher Rat
- Conrad von Pappenheim (1534–1603), kaiserlicher Oberst
- Veit zu Pappenheim (1535–1600), Reichserbmarschall
- Wolfgang II. von Pappenheim (1535–1585), Reichserbmarschall
- Christoph III. von Pappenheim (1538–1569), Marschall
- Philipp von Pappenheim (1542–1619), führte in Grönenbach die calvinistische Lehre ein
- ⚭ Anna von Pappenheim, geb. Freiin von Winneburg und Beilstein (1570–1635), Gemahlin Philipps
- Christoph Ulrich von Pappenheim (1546–1599), Reichserbmarschall und letzter Repräsentant der Linie Pappenheim-Gräfenthal
- Wolfgang Christoph von Pappenheim (1567–1635), Marschall und Inhaber des Seniorats des Hauses Pappenheim
- Wilhelm IV. von Pappenheim (1569–1621), Marschall und Erbauer des Oberen Schlosses in Markt Berolzheim
- Maximilian von Pappenheim (1580–1639), Landgraf von Stühlingen
- Anna Fugger, geb. von Pappenheim (1584–1616), Erbin von Grönenbach
- Gottfried Heinrich Graf zu Pappenheim (1594–1632), General im Dreißigjährigen Krieg
- Karl Theodor Graf zu Pappenheim (1771–1853), bayerischer Feldzeugmeister und letzter regierender Reichsgraf der Grafschaft Pappenheim
- ⚭ Lucie von Hardenberg (1776–1854), Gemahlin Graf Karl Theodors und des Fürsten Hermann von Pückler-Muskau
- Albert Graf zu Pappenheim (1777–1860), bayerischer Generalleutnant, Schriftsteller und Abgeordneter
- Adelheid Fürstin von Carolath-Beuthen, geb. Gräfin von Pappenheim (1797–1849), Autorin und Landschaftsmalerin
- Clemens Graf zu Pappenheim (1822–1904), bayerischer Regierungsrat
- Maximillian Joseph Karl Friedrich von Pappenheim (1824–1906), kgl. bayr. Obersthofmeister,[7] Kommendator des Johanniterordens, auf Schloss Möhren
- Ludwig Magnus Graf zu Pappenheim (1862–1905), bayerischer Reichsrat

### Primärliteratur
- Gothaischer Genealogischer Hofkalender / Taschenbuch, Justus Perthes, Gotha (Auszug):
  - Gothaischer genealogischer Hofkalender nebst Diplomatisch-statistischen Jahrbuch(e) 1834, Gotha 1833. ff. Ausgaben. 1865, 1891, 1909, ff.
  - Gothaischer Genealogisches Taschenbuch der Fürstlichen Häuser 1942 (Hofkalender), Jg. 179, Gotha 1941. (Letzte Ausgabe).
  - Gothaisches Genealogisches Taschenbuch der Gräflichen Häuser 1840, 1893, Gotha 1892. ff. 1915, 1922, 1930, 1936, Gotha 1935. Letztausgabe zugleich Adelsmatrikel der Deutschen Adelsgenossenschaft.
- Genealogisches Handbuch des Adels. (GHdA), C. A. Starke Verlag, Glücksburg/Ostsee; Limburg an der Lahn. ISSN 0435-2408 (Auszug):
  - Hans Friedrich von Ehrenkrook, Friedrich Wilhelm Euler, Jürgen von Flotow, Walter von Hueck, Christoph Franke: Genealogisches Handbuch der Fürstlichen Häuser, Band I, Band 1 der Gesamtreihe GHdA, Glücksburg/Ostsee 1951. ff. 1955, 1956, 1961, 1971, 1980, 1987, 2004.
  - Hans Friedrich von Ehrenkrook, Friedrich Wilhelm Euler, Walter von Hueck: Genealogisches Handbuch der Gräflichen Häuser, Band IV, Band 28 der Gesamtreihe GHdA, Limburg an der Lahn 1962, S. 357 ff. ISBN 3-7980-0728-4. ff. 1983. ISBN 3-7980-0782-9. (Pappenheim-Rothenstein).
  - Genealogisches Handbuch des Adels, Adelslexikon. Band X, Band 119 der Gesamtreihe GHdA, Limburg an der Lahn 1999. ISBN 3-7980-0819-1.
- Reinhard Heydenreuter: Pappenheim, von. In: Neue Deutsche Biographie (NDB). Band 20, Duncker & Humblot, Berlin 2001, ISBN 3-428-00201-6, S. 48–50 (Digitalisat).
- Hans Schwackenhofer: Die Reichserbmarschälle, Grafen und Herren von und zu Pappenheim. Zur Geschichte eines Reichsministerialengeschlechtes. Verlag Walter E. Keller, Treuchtlingen – Berlin 2002. ISBN 3-934145-12-4.
- Gerhard Köbler: Historisches Lexikon der deutschen Länder. Die deutschen Territorien vom Mittelalter bis zur Gegenwart. 7., vollständig überarbeitete Auflage. C. H. Beck, München 2007, ISBN 978-3-406-54986-1.
- Wolfgang Wüst: 
  - Artikel: A. [Dynastie] Pappenheim. In: Werner Paravicini (Hrsg.), Jan Hirschbiegel/Anna Paulina Orlowska/Jörg Wettlaufer (Bearb.), Höfe und Residenzen im spätmittelalterlichen Reich: Grafen und Herren, Teilband 2 (Residenzenforschung 15/IV, Teilband 2) Ostfildern 2012, S. 1092–1095.
  - Artikel: B. [Grafschaft und Herrschaft] Pappenheim. In: Werner Paravicini (Hrsg.), Höfe und Residenzen im spätmittelalterlichen Reich: Grafen und Herren, Teilband 2, S. 1095–1097.
  - Artikel: C. [Residenz] Pappenheim. In: Werner Paravicini (Hrsg.), Höfe und Residenzen im spätmittelalterlichen Reich: Grafen und Herren, Teilband 2, S. 1097–1098.
- Gottfried Graf Finck von Finckenstein, Christoph Franke: Gothaisches Genealogisches Handbuch der Fürstlichen Häuser, Band I, Band 1 der Gesamtreihe GGH, Verlag des Deutschen Adelsarchivs, Marburg 2015, S. 397 ff. ISBN 978-3-9817243-0-1.
- Daniel Burger: Pappenheim, Reichsmarschälle von. In: Historisches Lexikon Bayerns. 2016.

### Sekundärliteratur
- Otto Hupp: Münchener Kalender 1898. Buch u. Kunstdruckerei AG, München/Regensburg 1898.
- Alois Hämmerle: Der Pappenheimer Altar im Dom zu Eichstätt. Ein Beitrag zur Geschichte der deutschen Plastik im 15. Jahrhundert. Ph. Brönner (Peter Seitz), Eichstätt 1906. Digitalisat
- Daran erkenn ich meine Pappenheimer. Gottfried Heinrich zu Pappenheim. Des Reiches Erbmarschall und General, Hrsg. Maik Reichel, Verlag Janos Stekovics, Wettin 2014.
- Gräfin der Herzen. Erinnerungen an Ursula Gräfin zu Pappenheim 1926-2018, Hrsg. Stadt Pappenheim, Heimat- und Geschichtsverein Pappenheim und Ortsteile e. V. und Maik Reichel, Verlag Janos Stekovics, Wettin 2018.